# VIZ Media
Ne doit pas être confondu avec Viz.
VIZ Media, LLC est une maison d'édition américaine spécialisée dans le manga, un distributeur d'anime, un éditeur de jeux vidéo et une société de divertissement dont le siège est à San Francisco, en Californie, aux États-Unis. Il a été fondé en 1986 sous le nom de VIZ, LLC. En 2005, VIZ, LLC et ShoPro Entertainment ont fusionné pour former l'actuel VIZ Media, LLC qui appartient au conglomérat d'édition japonais groupe Hitotsubashi (ja), qui comprend Shūeisha, Shōgakukan et Shōgakukan-Shūeisha Production (ja) (ShoPro). En 2017, VIZ Media est le plus grand éditeur de romans graphiques et de comic books aux États-Unis, avec une part de marché de 23%.

## Histoire

Le précédent logo de la société.

Seiji Horibuchi, originaire de la préfecture de Tokushima à Shikoku, a déménagé en Californie en 1975. Après avoir vécu dans les montagnes pendant près de deux ans, il a déménagé à San Francisco, où il a commencé une entreprise d'exportation d'articles culturels américains au Japon, et est devenu un écrivain de la culture information. Il s'intéresse également à la publication de mangas aux États-Unis, bien qu'il ne soit lui-même pas admirateur de cela jusqu'à ce qu'il découvre le volume unique de Dōmu de Katsuhiro Ōtomo lors d'une visite au Japon en 1985. Son idée s'est concrétisée durant la même année après avoir rencontré Masahiro Ōga, alors directeur général de Shōgakukan, qui a partagé sa vision. Shōgakukan a fourni à Horibuchi 200 000 dollars en capital de démarrage, que Horibuichi a utilisé en 1986 pour fonder VIZ Communications.
VIZ Communications a sorti ses premiers titres en 1987, qui comprenaient Legend of Kamui (en), mais les ventes étaient médiocres en raison du marché spécialisé de la bande dessinée qui est défavorable à l'aventure sur de nouveaux territoires. Pour contrer ce problème, VIZ s'est développé dans le secteur de l'édition générale et a commencé à publier divers livres liés à l'art en 1992. Dans ces titres, Horibuchi a commencé à publier des mangas, les appelant romans graphiques afin qu'ils soient portés par les librairies traditionnelles. Le plan a fonctionné et après plusieurs années, les principaux libraires ont commencé à avoir des étagères dédiées aux titres de mangas. Les ventes ont également repris lorsque VIZ Communications a acquis la licence de la série humoristique Ranma ½, qui est devenue un succès instantané.
La société a continué de connaître du succès lorsqu'elle s'est développée sur le marché de la distribution d'anime et a commencé à publier le Weekly Shōnen Jump, une adaptation en anglais du populaire magazine japonais Weekly Shōnen Jump,. Elle a également acquis un autre énorme titre à succès, Inuyasha. À la fin des années 1990, VIZ a commencé à faire pression pour pénétrer les marchés européens et sud-américains.

### Copropriété de Shūeisha et fusions: 2000 à aujourd'hui
Lorsque Shūeisha est devenu copropriétaire de VIZ Media en 2002, Shōgakukan et Shūeisha ont commencé à publier des mangas aux États-Unis exclusivement à travers VIZ. L'accord de Shūeisha avec VIZ a peut-être été provoqué par la concurrence de Raijin Comics (en), un éditeur de mangas rival créé en 2002 par des éditeurs et des artistes qui s'étaient séparés de Shūeisha, emportant leurs propriétés avec eux. Il existe cependant quelques exceptions à cette exclusivité : Shūeisha a autorisé CMX Manga, filiale de DC Comics, à concéder une licence pour Tenjō Tenge (bien que la licence ait ensuite été concédé et réédité par VIZ Media) et Kamikaze kaitō Jeanne, Dark Horse Comics pour Gantz, Lady Snowblood, Shadow Lady, The Monkey King, et récemment Blood Blockade Battlefront de Yasuhiro Nightow et Gate 7 de CLAMP. Shūeisha a également autorisé Seven Seas Entertainment à acquérir la licence de Hayate × Blade (en) et plus tard Yuuna and the Haunted Hot Springs, et Tokyopop pour Kodocha, Marmalade Boy et Digimon Next et à Kodansha USA pour Battle Angel Alita. Shōgakukan a autorisé Tokyopop pour Corrector Yui (ja) (même si VIZ Media détient la licence de l'anime), Udon Entertainment (en) a obtenu le manga Infini-T Force (en) (même si VIZ Media détient la licence de l'anime), le désormais disparu ComicsOne avait Wounded Man - The White Haired Demon, Dark Horse Comics détenait Crying Freeman (même s'il était précédemment édité par VIZ), New Lone Wolf and Cub (puisque Dark Horse détient la série originale), The Legend of Zelda: Skyward Sword et Mob Psycho 100, et Yen Press, filiale de Hachette Book Group, a les licences de Azumanga Daioh, Silver Spoon, Teasing Master Takagi-san, My Teen Romantic Comedy SNAFU et Cirque du Freak. En mars 2010, Shōgakukan a commencé un partenariat avec Fantagraphics Books pour publier une gamme de mangas qui sera éditée par Matt Thorn. En 2003, en réponse à la copropriété de VIZ entre Shōgakukan et Shūeisha, l'éditeur japonais Kōdansha a formé une coentreprise avec Del Rey.
En janvier 2003, il a été annoncé que ShoPro USA, la société sœur de VIZ et la division de distribution américaine de la société de financement de Shōgakukan, est renommée en ShoPro Entertainment. À la suite de la fusion de VIZ, LLC avec ShoPro Entertainment, Inc. annoncée en janvier 2015, la nouvelle société créée en avril 2005 a changé de nom pour VIZ Media,. Le fondateur Seiji Horibuchi en est devenu le coprésident et Hidemi Fukuhara le PDG. VIZ Media est partagée entre Shōgakukan, Inc. et Shūeisha, Inc., qui ont chacun respectivement 40% de la société tandis que les 20% restants appartiennent à Shōgakukan Production Co, Ltd.
En mai 2005, Horibuchi a lancé une division connexe, VIZ Pictures, pour la sortie de films live-action sélectionnés aux États-Unis dans les salles de cinéma et en DVD.
En décembre 2006, la société a annoncé le déménagement de son bureau européen d'Amsterdam à Paris, et a promu son vice-président exécutif, John Easum, au poste de président de la nouvelle Viz Media Europe, SARL qui est lancée le 15 janvier 2007.
Le 17 décembre 2008, VIZ Media a annoncé qu'à compter du 1er avril 2009, Warner Home Video s'occuperait de la distribution de ses nouvelles sorties de son catalogue et de celles existantes. VIZ lui-même est toujours le détenteur des licences et fera toute la production, tout en tirant profit de la grande entreprise de distribution qui distribue les œuvres d'autres grandes sociétés telles que la BBC, National Geographic Channel et Cartoon Network. Le président-directeur général de VIZ, Hidemi Fukuhara, a déclaré qu'il pensait que ce partenariat aiderait la société à développer ses propriétés en anime plus efficacement.
Le 20 février 2009, VIZ Media a licencié un nombre inconnu d'employés afin de contribuer à une rationalisation accrue face aux difficultés du climat économique. Le 11 mai 2010, VIZ Media a de nouveau licencié un certain nombre de salariés, 60 cette fois, afin d'essayer de devenir plus rationalisés. Cette fois, ils ont publié un communiqué de presse affirmant qu'aucune de leurs gammes de produits actuelles ne serait affectée.
En avril 2012, il a été annoncé que le vice-président principal et directeur général de VIZ Media, Ken Sasaki, succéderait à Hidemi Fukuhara en tant que PDG ; Fukuhara prendra par la suite le poste de vice-président à la fin du mois.
En février 2018, VIZ Media se lance dans l'édition et la distribution de jeux vidéo indépendants. L'entreprise réalise son premier partenariat avec le studio de développement indépendant Rose City Games, en éditant leur premier titre, The World Next Door. La société envisage également de faire paraître dans les années à venir, deux autres jeux, toujours en collaboration avec Rose City Games. Elle se déclare cependant ouverte à d'autres propositions de partenariat.
Le 3 juillet 2019, VIZ Media s'est associé à Crunchyroll pour physiquement et numériquement une sélection de séries détenues par Crunchyroll aux États-Unis et au Canada.

## Réception
VIZ Media a reçu le « Prix Gem de l'éditeur de manga de l'année » (en anglais : Manga Publisher of the Year Gem Award) décerné par Diamond Comic Distributors en 2007. VIZ continue de publier de nombreux titres, parmi les plus populaires, notamment : Dragon Ball, One Piece, Détective Conan (intitulé Case Closed), Bleach, Inuyasha, et Naruto qui se traduit par un grand succès de l'entreprise ainsi que d'une grande quantité de lecteurs nord-américains.
VIZ a également reçu un prix du « Manga livre de poche de l'année » (en anglais : Manga Trade Paperback of the Year) pour sa sortie du quatorzième volume de Naruto.

### Style de publication
En 2002, VIZ Communications conservait certaines publications dans le format de sens de lecture original de droite à gauche, tandis que dans d'autres publications, elle a inversé les pages du format japonais pour s'adapter au style de lecture occidental de gauche à droite. Au cours de cette année, Dallas Middaugh, le principal directeur marketing de VIZ, a déclaré que les ventes de la version de gauche à droite de Neon Genesis Evangelion surpassait celles de la version de droite à gauche ; Middaugh a conclu que les lecteurs voulaient « une expérience de lecture facile ». Akira Toriyama, créateur de Dragon Ball, a demandé que son travail, qui a été séparé par Viz en Dragon Ball et Dragon Ball Z, soit publié dans le format original de droite à gauche. Vagabond a été imprimé de droite à gauche pour préserver la précision historique. Middaugh a déclaré que les jeunes lecteurs de Dragon Ball s'adaptaient plus facilement au format de droite à gauche que leurs parents.
VIZ a censuré certains de ses titres. Certains titres, tels que Dragon Ball, ont été publiés sous des formes censurées et non censurées.

## Livres publiés aux États-Unis par Viz
Liste non exhaustive

### Manga
- Azumanga daioh
- Bleach
- Ceres, Celestial Legend (Ayashi no Ceres)
- Détective Conan
- Dragon Ball
- Excel Saga
- B.B. Explosion (adaptation de Trina Robbins)
- Hikaru no go
- Hunter × Hunter
- Inu-Yasha
- Kaguya-sama: Love is War
- Kanata Kara
- Kenshin le vagabond
- Série Mobile Suit Gundam
- Naruto
- One Piece
- Ranma ½
- Spy × Family
- Toriko
- The Promised Neverland
- X
- Yu-Gi-Oh!
- Zatch Bell

## Animedistribués par VIZ aux États-Unis
Liste non exhaustive
- A Chinese Ghost Story
- Alice 19th
- Azumanga daioh
- Bleach
- Big O
- Boys Over Flowers (Hana Yori Dango)
- Ceres, Celestial Legend (Ayashi no Ceres)
- Corrector Yui (ja)
- Croket
- Deko Boko Friends
- Excel Saga
- Fatal Fury
- Flame of Recca
- Fushigi Yugi
- Great Dangaioh
- Hamtaro
- Hikaru no go
- Hunter × Hunter
- Inu-Yasha
- Key, the Metal Idol
- Kilari
- Larme ultime
- Magical DoReMi (Ojamajo Doremi)
- Maison Ikkoku
- Mega Man NT Warrior (RockMan EXE)
- Mirumo (Mirumo de Pon)
- Monkey Turn
- Naruto
- Night Warriors
- Ogre Slayer
- Réincarnations: Please Save My Earth
- Project Arms
- Ranma ½
- Sailor Moon
- Sailor Moon Crystal
- Sonic X (en même temps que 4Kids Entertainment)
- Taro the Space Alien
- Trouble Chocolate
- Video Girl Ai
- Zatchbell (Konjiki no Gash Bell)